# وادداکاندال
وادداکاندال (به لاتین: Vaddakkandal) یک منطقهٔ مسکونی در سری‌لانکا است که در استان شمالی (سری‌لانکا) واقع شده‌است.